# Meteorologiåret 1984

## Händelser

### Januari
- 13 januari – En storm härjar vid Södermanland, Sverige, och våghöjden vid Almagrundet når 12.75 meter [1].

### Februari
- 4 februari - 16 personer dödas då Minnesota, USA drabbas av en svår snöstorm. Många fastnar i trafiken. [2].

### April
- 5 april – I Hall Land, Grönland uppmäts temperaturen - 42.5 °C, vilket blir Grönlands lägst uppmätta temperatur för månaden [3].
- 30 april – Sen snö lägger sig i Twin Cities i Minnesota, USA [4].

### Juni
- 5 juni – Vid Vágar flygplats, Färöarna uppmäts temperaturen + 21.6 °C, vilket blir Färöarnas högst uppmätta temperatur för månaden [5].
- 30 juni - Hagel, snö och regn vållar kaos i Norrköping, Östergötland. [6].

### September
- September – En mängd på 301 nederbörd faller över Höglekaredalen, Sverige vilket innebär svenskt nederbördsrekord för månaden [7].

### Oktober
- Oktober – 216 millimeter nederbörd faller över Härnösand, Sverige vilket innebär nytt lokalt nederbördsrekord för månaden [8].

### våren
- Torne älv i Norrbotten svämmar över efter islossning [9].

### Okänt datum
- Arne Grammeltvedt efterträder Kaare Langlo som direktör för Meteorologisk institutt i Norge [10].

## Avlidna
- 31 december – K. R. Ramanathan, indisk fysiker och meteorolog.

### Fotnoter
1. ↑  SMHI
2. ↑  Famous Minnesota Winter Storms (Listed Chronologically) Arkiverad 7 januari 2009 hämtat från the Wayback Machine.
3. ↑  DMI
4. ↑  ”Arkiverade kopian”. Arkiverad från originalet den 16 juli 2010. https://web.archive.org/web/20100716104244/http://www.climate.umn.edu/pdf/day_in_weather_history/april_wx_history.pdf. Läst 16 februari 2011.
5. ↑  DMI
6. ↑  Hundra år i Sverige, Hans Dahlberg, Albert Bonniers, 1999
7. ↑  SMHI Arkiverad 26 augusti 2010 hämtat från the Wayback Machine.
8. ↑  SMHI Arkiverad 14 juni 2015 hämtat från the Wayback Machine.
9. ↑  ”SMHI”. Arkiverad från originalet den 15 november 2012. https://web.archive.org/web/20121115084109/http://www.smhi.se/kunskapsbanken/hydrologi/1984-svar-islossning-i-tornealven-1.13698. Läst 2 februari 2011.
10. ↑  MET Arkiverad 15 december 2010 hämtat från the Wayback Machine.